# Punk

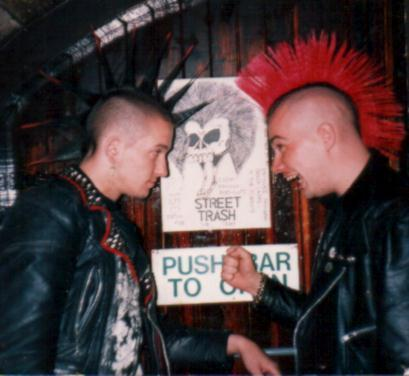
Punks in Lederjacken (links mit Nieten) in den 1980ern, rechts mit Irokesenschnitt

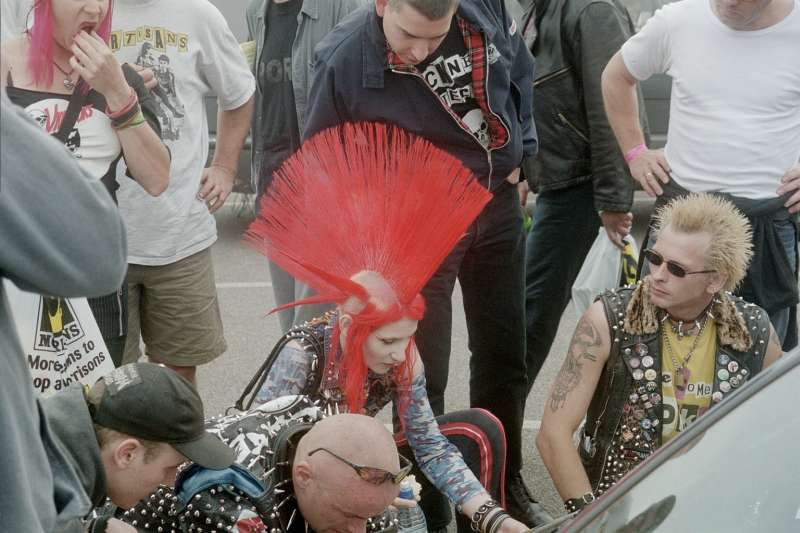
Punks in Morecambe, Großbritannien (2003)

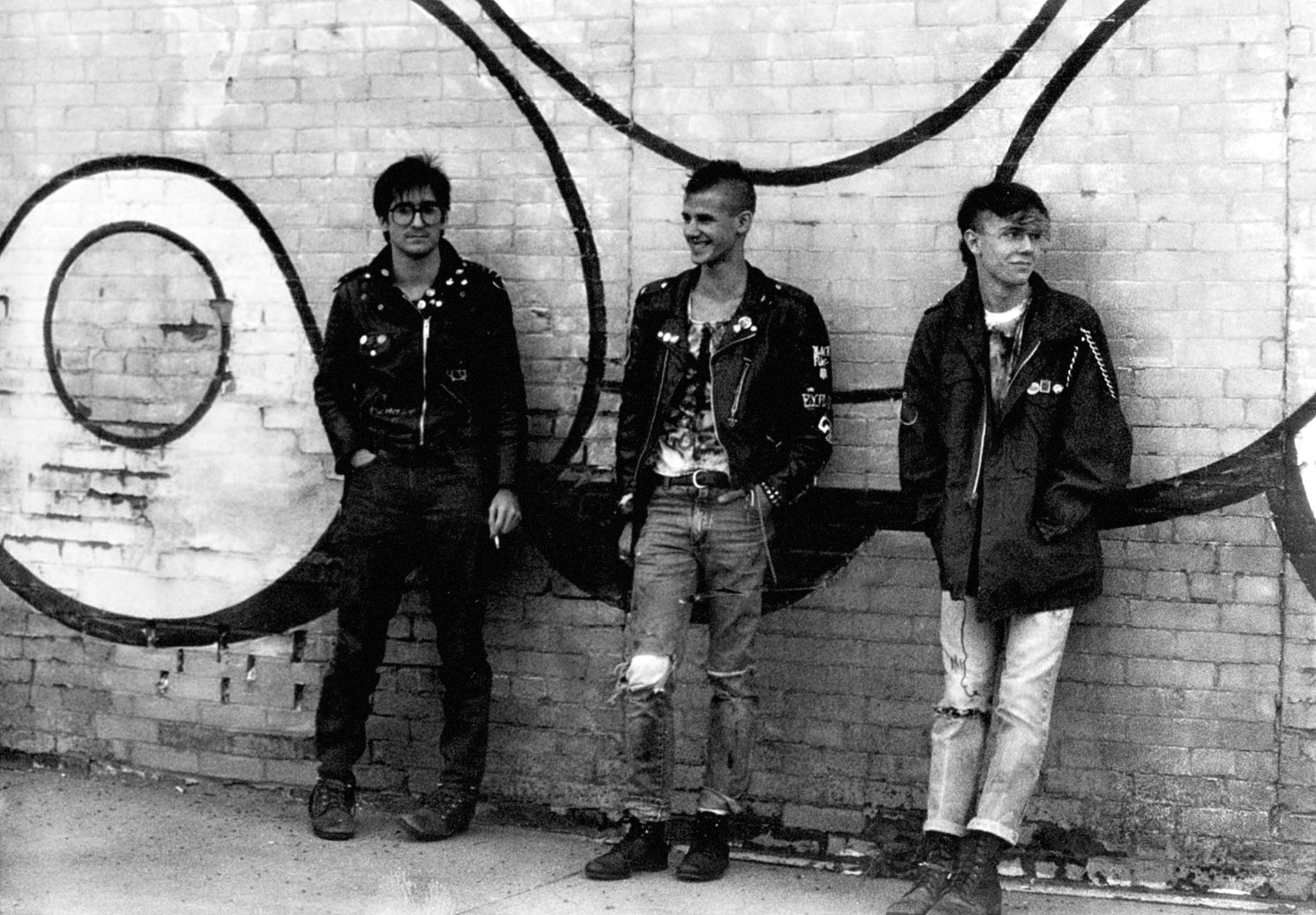
Punks in den USA 1984

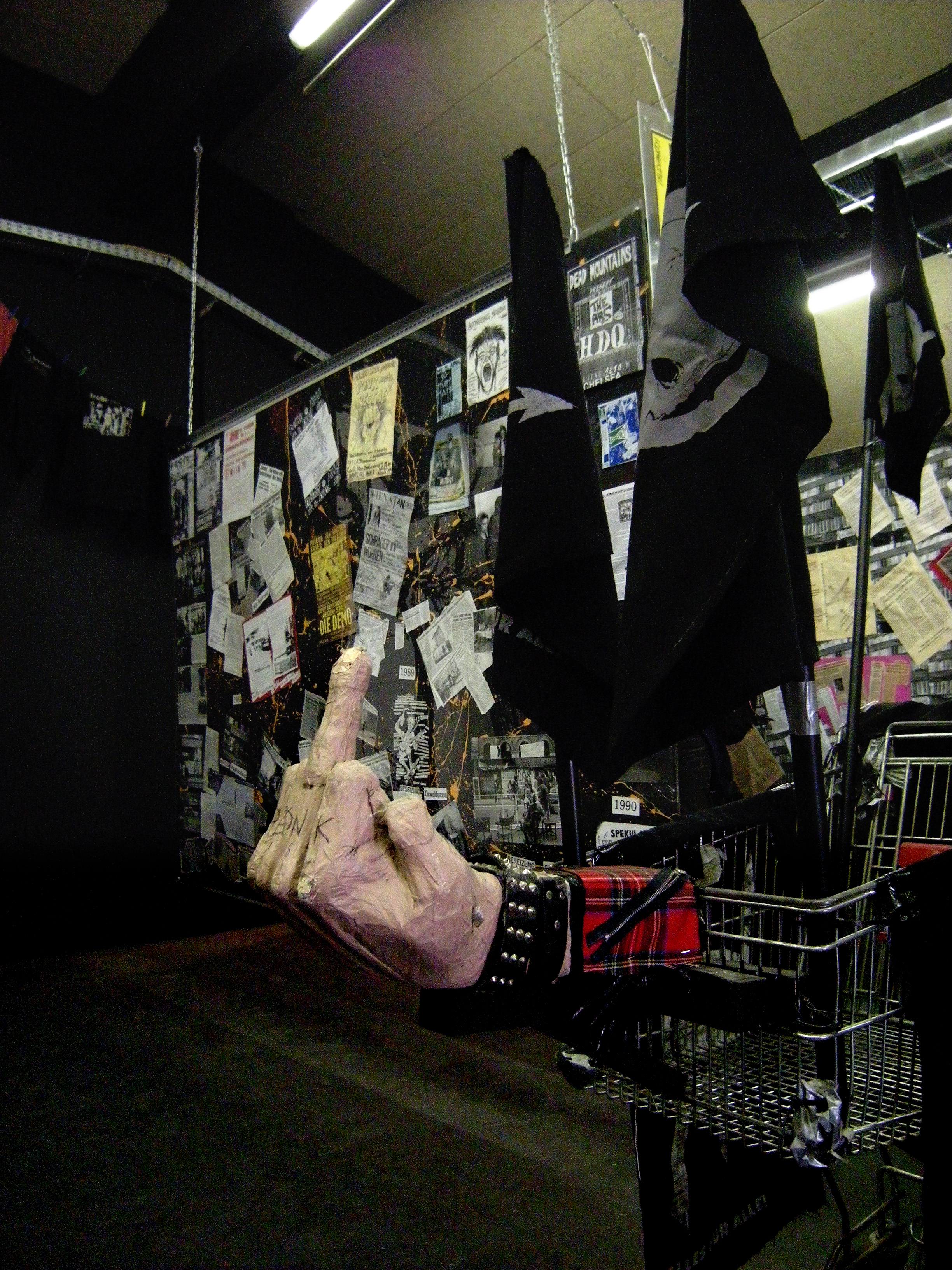
Ausstellung Punk in Wien (2010)

Punk ist eine Jugendkultur, die Mitte der 1970er Jahre in New York City und London zusammen mit dem Punk-Rock entstand. Charakteristisch für den Punk sind provozierendes Aussehen, eine rebellische Haltung und nonkonformistisches Verhalten. Die Angehörigen dieser Subkultur nennen sich Punks oder Punker.

## Herkunft des Begriffs
Das Wort Punk [pʌŋk] aus dem Englischen bezeichnet in der Hauptbedeutung faulendes Holz, also etwas Wertloses, was allenfalls als Zunder taugt. Das Wort ist erstmals für 1596 belegt und wurde wenig später auch von William Shakespeare verwendet, z. B. in Maß für Maß, wo es eine Prostituierte bezeichnet. Später gab es eine Bedeutungsverschiebung von „Prostituierte“ auf „Homosexueller“, insbesondere für den empfangenden Partner. Ab etwa 1923 wurde damit eine unerfahrene Person oder ein Neuling bezeichnet, vor allem auch im kriminellen Umfeld, mit Anspielung auf die sexuelle Bedeutung. In Bezug auf einen musikalischen Stil verwendete Lenny Kaye, der Gitarrist der Patti Smith Group, den Begriff „punk rock“ 1972 erstmals in den Erläuterungen einer von ihm veröffentlichten Anthologie Nuggets über den US-amerikanischen Garagenrock der 1960er Jahre.
In den 1970er Jahren gelangte der Begriff in die Soziale-Rollen-Diskussion im Feld der US-Pädagogik mit Delinquenten. Jene Jungen, die die unterste Stufe einer Peer Group oder Gang bildeten, waren in der Szenesprache Scapegoats, Queers, Rats oder Punks.
Nach Großbritannien gebracht wurde der Begriff „Punk Rock“ durch die Musikjournalistin Caroline Coon, die Freundin von Paul Simonon, dem Bassisten von The Clash. Sie bezeichnete so die jungen englischen Rockbands wie die Sex Pistols, The Clash und The Damned. Vorher war dort für diese Musik der Begriff „Working Class Rock ’n’ Roll“ geläufig.

## Geschichte

### Ursprünge und Vorläufer

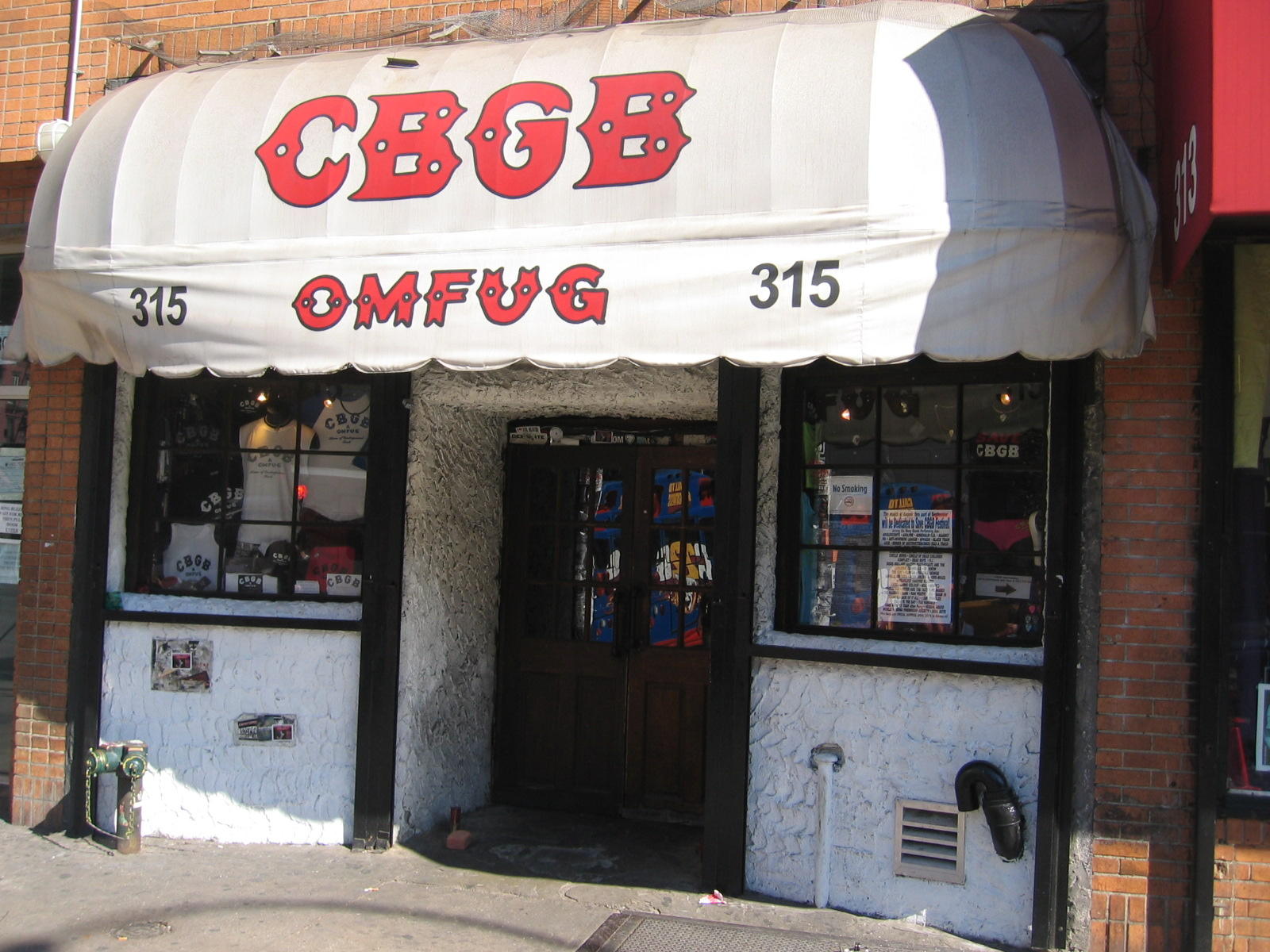
Das CBGB in New York

Der musikalische Ursprung des Punk Rock lag im Garagenrock der 1960er Jahre. Als Protopunk-Bands in Amerika zwischen 1965 und 1974 gelten The Sonics, MC5, The Stooges, die New York Dolls sowie die Patti Smith Group. Auch The Velvet Underground gelten mit ihrer nihilistischen Attitüde und provokativen Performances als Vorreiter. Als Zentrum des ursprünglichen US-amerikanischen Punk Rocks gilt der Club CBGB in New York. Musikalisch handelte es sich dabei um eine einfache und rohe Form von Rock ’n’ Roll und Beatmusik. Sie grenzte sich deutlich zur damaligen Hippie-Bewegung mit deren komplexen künstlerischen Ausdrucksmitteln und Idealismus ab.
Auch in England hatten während der Swinging Sixties verschiedene Bands wie The Kinks, The Who und The Troggs den geläufigen Beat mit raueren Stilelementen versetzt, die später in der Punk-Musik wieder aufgegriffen wurden. Herausragende Beispiele für derartige Vorbilder mit simplen Songstrukturen, roher Spielweise und starken programmatischen Aussagen waren Hits wie You Really Got Me von den Kinks, (I Can’t Get No) Satisfaction von The Rolling Stones und vor allem My Generation von den Who. In der ersten Hälfte der 70er Jahre hielt der britische Glam Rock von Künstlern wie Marc Bolan und David Bowie diese Traditionen am Leben, und erfolgreiche Bands wie T. Rex oder The Sweet überzeugten viele Jugendliche, dass keine großen musikalischen Fähigkeiten nötig waren, um einschlagende Songs zu schreiben.
Den Mainstream-Rock dieser Zeit dominierten Gruppen wie Pink Floyd, Genesis, Grateful Dead, Iron Butterfly, Led Zeppelin und Emerson, Lake and Palmer. Ihnen wurde vorgeworfen, mit „Bombast-Rock“ von hohem Anspruch einen tiefen Graben zwischen Künstler und Konsument zu ziehen und sich in technischem Perfektionismus, als der ihre verhältnismäßig aufwändigen Aufnahmen und Konzerte aufgefasst wurden, zu gefallen.
Die übrige U-Musik hingegen wurde Mitte der 1970er vor allem von der Discokultur geprägt, die alle tiefer gehenden Inhalte oder Botschaften von vornherein abgelegt hatte und sich ganz auf Tanz und Mode für den zahlungswilligen Konsumenten reduzierte.
Demgegenüber gaben sich die ersten Punk-Rock-Bands aggressiv, unversöhnlich, nonkonformistisch und illusionslos. Sie spielten mit den klassischen Mitteln des Rock ’n’ Roll (Gesang, Gitarre, Bass, Schlagzeug) aggressive, schnelle, kurze und einfache Songs statt epischer, komplex komponierter Lieder. Die Texte bestanden hauptsächlich aus Betrachtungen über das (eigene) Leben und Leiden als Jugendlicher, über den Kick der Selbstzerstörung, aus Anklagen und Beschimpfungen, oder auch aus reinem Dadaismus.

### Die Bewegung in Großbritannien
Auch wenn die meisten ersten Punk-Rock-Bands aus New York kamen – zu einer echten Bewegung wurde der Punk in London. Was bei den New Yorker Punk-Rock-Bands künstlerisches Programm war, verband sich in Großbritannien mit dem eher diffusen, meist noch apolitischen Groll, den viele Jugendliche gegenüber sämtlichen Institutionen empfanden, und wurde so zu einer breiten subkulturellen Strömung. Zu den Ursachen für die Frustration englischer Jugendlicher bezüglich der sie umgebenden Regeln gehörte der mangelnde Halt durch die Schulen und mangelnde Aussichten im Berufsleben, bedingt durch die Wirtschaftskrise und das steife englische Klassensystem. Die Jugendlichen fühlten sich ausgeschlossen und betrogen um die Dinge, die ihnen erstrebenswert vorkamen: modische Kleidung, die neueste Musik, oft sogar schon der Konsum von Getränken in Gaststätten. Aus dieser Perspektive war auch durch Rock- und Popmusik ein neues Establishment geschaffen worden, das gegenüber der bürgerlichen Mehrheitsgesellschaft keine Alternative mehr bot und das deswegen bestenfalls noch Stillstand bedeuten konnte. Die Antwort der englischen Punk-Szene hierauf hieß Eigenproduktion, „von der Szene für die Szene“. Ausgehend von diesem dilettantischen Ansatz erwies sich der Punk Rock als die passende musikalische Form für die Szene.
Die dreckigen und schnoddrigen Elemente des Punk Rock wurden hier zum Programm: das Establishment, und damit der Status quo der Gesellschaft in ihrer Gesamtheit, wurde offen abgelehnt und brüskiert. Die herrschenden Werte wie auch die herrschende Ästhetik wurden durch einen radikalen Nonkonformismus negiert. Die Bewegung versuchte nicht, sich etwa durch künstlerische Qualität in ihrem Anliegen verständlich zu machen, sondern betonte gerade das Unvollkommene, Dreckige, das radikal Individuelle und Unvermittelbare der eigenen Musik und Lebensweise. Man war nicht der Auffassung, dass Kritik an dieser Gesellschaft in ihr auch konstruktiv wirken müsse. Im Mittelpunkt stand die eigene Subjektivität, das eigene Leiden am Zustand der Welt, das sichtbar gemacht und so gegen sie gewendet werden sollte. Dazu gehörte für die meisten auch ein exzessiver Konsum von Alkohol und anderen Drogen. Getanzt wurde ab 1976 Pogo, wütend mit- und gegeneinander tanzend wurde das Publikum so zum eingeschworenen Mob. Man sah sich auf sich allein gestellt und vertraute niemandem: Die Arbeiterbewegung und die Neue Linke wurden ebenso abgelehnt wie das herrschende System.
Ästhetisch bedeutete diese Haltung eine bewusste Zelebrierung des Dilettantismus: Man kokettierte damit, dass man nur drei Akkorde auf der Gitarre beherrschte – gemäß einer Zeichnung einer Drei-Akkord-Folge mit dem Text: „this is a chord, this is another, this is a third. Now form a band“ in einer 1976er Ausgabe des Fanzines Sideburns; Gitarrensoli und jede Form von Virtuosität waren als „Star-Gesten“ verpönt. Die Idee war, nicht einfach neue Stars zu schaffen, sondern die Kunst selbst zu machen: do it yourself, Eigenproduktion der Kleidung (notfalls aus dem Altkleidercontainer), Eigenvertrieb und Eigenproduktion der Musik (notfalls mit gestohlenen Instrumenten, wie bei den Sex Pistols). So entstand eine Gegenkultur mit eigenen Ausdrucksformen: Hässlichkeit als Programm, zerfetzte Kleidung, Sicherheitsnadeln im Gesicht, mit Kopiergeräten billig hergestellte Zeitschriften (Fanzines) und spontane dadaistische Aktionskunst.
Neben dieser anti-kommerziellen, anti-bürgerlichen und generell anarchischen Haltung gehörte zum Punk andererseits aber auch eine radikale Selbstvermarktung, Imagepflege und In-Szene-Setzung, vor allem durch die Sex Pistols und ihren Manager Malcolm McLaren. Diese Erschaffung neuer Idole stand von Anfang an in einem offenen Gegensatz zum Nonkonformismus des Punk, was schon damals für die nun immer erfolgreicher werdenden Bands die Frage aufwarf, wie eine fundamentale Antihaltung gegenüber der sie vereinnahmenden Musik- und Modeindustrie – wie auch gegenüber den nach immer neuen Stars verlangenden Fans – denn überhaupt aufrechtzuerhalten sei. Und auch, was mit einem solchen Nonkonformismus letztlich eigentlich bezweckt werden solle. Von der Öffentlichkeit wahrgenommen wurde die entstehende Punk-Kultur in England, als die Sex Pistols mit ihren Singles Anarchy in the UK (1976) und God Save the Queen (1977) Aufsehen erregten. In kurzer Zeit entstand eine Unzahl neuer Bands.
Zu den wichtigsten britischen Bands dieser Zeit gehören die Sex Pistols, The Clash, The Damned, The Adverts, The Slits, The Stranglers und Stiff Little Fingers.

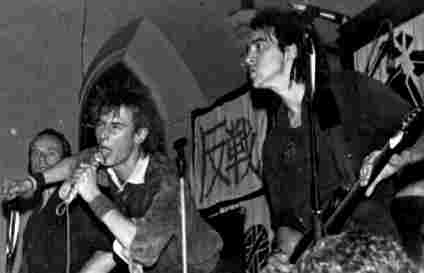
Crass im Jahr 1981

Schon in der zweiten Hälfte der 1970er teilte sich die Punk-Bewegung weltweit in erste Untersparten und beeinflusste andere Musikstile (wie etwa Two Tone Ska oder New Wave of British Heavy Metal) nachhaltig. Wichtige Substile und deren herausragende Vertreter waren Anarcho-Punk (z. B. Crass, Conflict und Flux of Pink Indians), Oi! bzw. Streetpunk (z. B. Sham 69, Cockney Rejects, Blitz aber auch die später offen rechtsradikale Band Skrewdriver) und der Horrorpunk (hier vor allem die Misfits).

### Die frühen 1980er Jahre

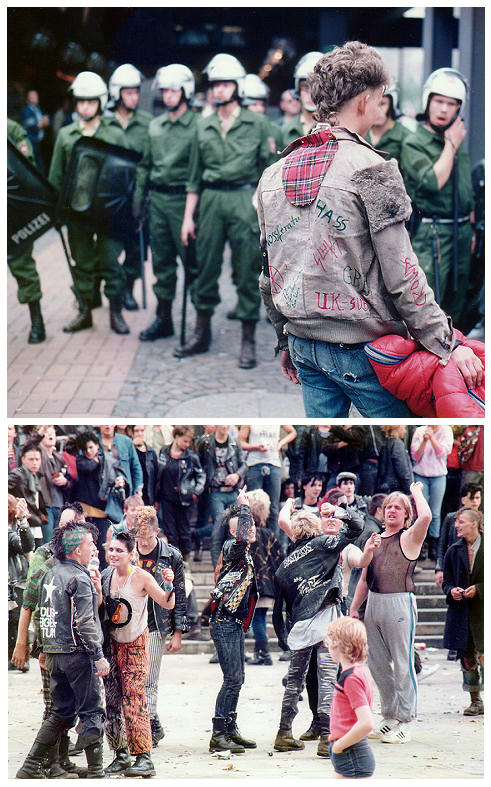
Chaostage 1984

Anfang der 1980er Jahre verbreitete sich der Punk über die ganze Welt, und es entstanden verschiedene Punk-Szenen in fast allen Ländern Europas, Amerikas und Ostasiens, insbesondere auch in den sozialistischen Staaten des Ostblocks. Zugleich wurde der Punk ernsthafter, aggressiver und in gewissem Sinne politischer. Diese Entwicklung wurde vor allem durch das Aufkommen des Hardcore Punk markiert, der statt bloßem Nonkonformismus radikale soziale und politische Forderungen formulierte. Die Ausrichtung war dabei meistenteils eindeutig links – gegen das wieder konservativer gewordene Establishment, gegen die aufkommende Yuppie-Kultur, gegen stereotype Klischees von Geschlechterrollen, gegen Rassismus und sonstige als bürgerlich wahrgenommene Vorurteile. Dagegen wurden anarchistische, antiautoritäre und libertäre Ideen sowie die Ziele der Hausbesetzerbewegung von dem größten Teil der Punk-Bewegung explizit befürwortet. Viele Hardcore-Punks schlossen sich autonomen Gruppen an und traten sehr ernsthaft für ihre jeweiligen Ideale ein – wie etwa die der Straight-Edge-Bewegung. In den 1980er Jahren war Punk die dominierende Kultur in den meisten autonomen Zentren.
Dennoch blieb die Hardcore-Bewegung innerhalb des Punk eine – allerdings starke – Minderheit. Daneben gab es eine breite Strömung, die den No-Future-Slogan der Sex Pistols stark pessimistisch verstand und die totale Ablehnung des Bestehenden vor allem exzessiv auslebte. Die Zeit des Kalten Krieges, mit der anhaltenden Bedrohung eines Atomkrieges, förderte Zukunftsängste bis hin zur Weltuntergangsstimmung. Ronald Reagan, Margaret Thatcher und Helmut Kohl standen für eine konservative Wende, die sich von den die 1970er Jahre prägenden Idealen der 68er-Bewegung abwandte. Karriere zu machen galt vielen Jugendlichen wie den Poppern wieder als erstrebenswertes Ziel. Die 68er hingegen traten den Jugendlichen nun als Lehrer und Beamte gegenüber und verkörperten damit ebenfalls „das System“. Demgegenüber blieb für einen Großteil der Punk-Szene der Habitus einer totalen Verweigerungshaltung wichtig. Destruktives Verhalten – sowohl sich selbst als auch der eigenen Umgebung gegenüber – wurde vielfach als angemessene Antwort auf die als festgefahren wahrgenommenen Verhältnisse begriffen und – wie etwa bei den obdachlosen Straßenpunks – auch radikal ausgelebt. Diese wurden meist nicht in den offiziellen Obdachlosenstatistiken der Kommunen geführt, da sie sich zumindest für einen gewissen Zeitraum bewusst für eine solche fahrende Lebensweise entschieden hatten und sich auch nicht um kommunale Erfassung, Hilfe oder Vermittlung bemühten. Ein als „selbstbestimmt“ erlebtes Leben abseits der als durchrationalisiert empfundenen sozialen Räume einer modernen Industriegesellschaft war das Programm derer, die Punk auf diese Weise zu ihrem Leben machten. So wurden auch die Chaostage in Hannover von 1982 bis 1984 als Reaktion auf die von der Polizei eingeführte Punker-Kartei zu einem festen Treffpunkt der Szene.
Andere, jedoch den pessimistischen Szenarien nicht völlig entgegengesetzte Akzente setzte etwa der Fun-Punk, welcher der Mehrheitsgesellschaft eine eher fröhlich-respektlose Haltung entgegenbrachte. Weitere Sparten des Punk nutzten dessen Aggressivität, um ältere Musikstile wie den Rockabilly oder den Ska aufzugreifen und in härterer Form neu zu interpretieren. Wieder andere stellten die Energie des Punk ganz in den Dienst ihrer jeweiligen Freizeitszene, wie etwa die Skater.
Wichtige Bands dieser Zeit waren in den USA Hardcore-Bands wie die Dead Kennedys, Agnostic Front, Black Flag und Minor Threat. Für Großbritannien ist vor allem The Exploited zu nennen, für Deutschland die Band Slime. Als wichtige Unterarten und Crossover-Genres neben dem Hardcore Punk kamen in den 1980ern hinzu: Fun-Punk, Ska-Punk, Skatepunk, Psychobilly und Folk-Punk.

### New Wave / Post-Punk
Nachdem die Bezeichnung New Wave in der zweiten Hälfte der 1970er Jahre noch weitgehend synonym zu Punk Rock verwendet wurde, bezeichneten New Wave und Post-Punk seit Anfang der 1980er unterschiedliche Musikrichtungen, die sich aus dem Punk heraus entwickelt hatten. Die deutschsprachige Variante der New Wave war die Neue Deutsche Welle. Besonderes Merkmal dieser Richtungen war die Hinwendung zu komplexeren und experimentellen Songstrukturen sowie der verstärkte Einsatz von elektronischen Instrumenten, vor allem Analogsynthesizern und Drumcomputern. Mit dem Aufkommen der Digitaltechnik in der Mitte der 1980er waren viele Geräte sowohl klanglich als auch preislich interessant geworden.
Die ersten Vertreter dieser Szene entstammten der Punk-Szene oder standen ihr zumindest nahe. In der New Wave fanden jedoch vor allem die künstlerisch-progressiven Momente des Punk ihre Fortsetzung, womit ein eindeutiger Gegensatz zum Working-Class-Image des frühen Punk geschaffen wurde, wie auch zur politischen Attitüde des sich parallel zur New Wave ausbreitenden Hardcore Punk. Dies schlug sich auch in der Mode der New Wave nieder, die die radikalindividualistischen Elemente des Punk-Stils aufnahm, sie nun aber künstlerisch und handwerklich aufpolierte und sie damit als Modezitat auch für die neue Schickeria der 1980er Jahre interessant machte.
Wichtige Bands dieser Zeit sind:
- in den USA Blondie, Suicide, Devo und die Talking Heads,
- in Großbritannien Joy Division, Killing Joke, The Cure und Siouxsie & the Banshees,
- in Deutschland Fehlfarben, Ideal, DAF und Einstürzende Neubauten,
- in der Schweiz Grauzone, Mittageisen und The Vyllies

Mit dem kommerziellen Erfolg der New Wave wurde der Punk gesellschaftsfähig und insofern Teil des Establishments. Das war für die Punk-Bewegung, die sich stets über die Abgrenzung vom Establishment definiert hatte, ein Problem. Was von Anfang an im Punk angelegt, aber für die Idee des Punk niemals dominierend gewesen war – die Vermarktung als Trend, der vor allem neu zu sein hat – schien sich hier vollends durchzusetzen.

### Der Punk wird zum „Modezitat“

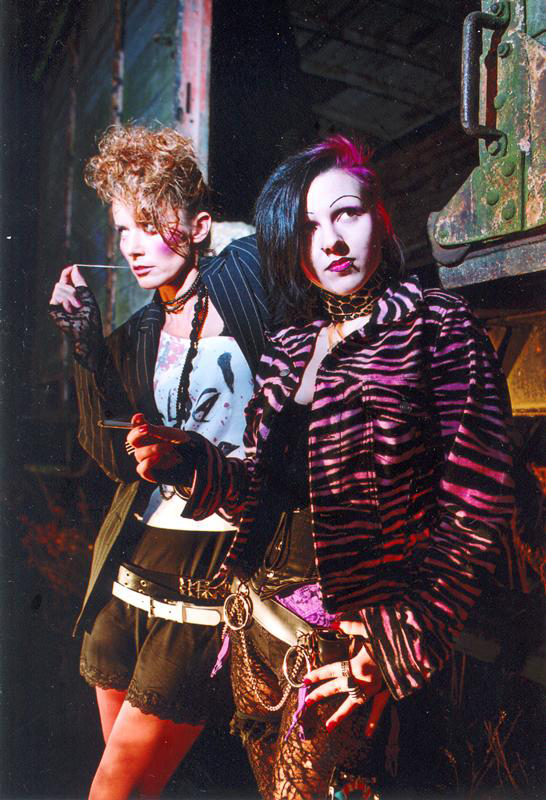
Aufnahme in Berlin (2010)

In den späten 1980ern gehörte der Punk dann zum selbstverständlichen Straßenbild in Europa. Während der Untergrund der Szene zwar blühte und etwa in den osteuropäischen Metropolen entschieden subversiv agierte, reihten sich die erfolgreichen Bands der Szene jedoch immer nahtloser in den allgemeinen Popbetrieb ein. Bands wie Die Toten Hosen, Die Ärzte und The Offspring wurden Anfang der 1990er Jahre vollends zum Teil des Mainstreams. Sozialkritik wurde gerade von diesen Bands zwar durchaus noch formuliert, doch unterschieden sie sich in dieser Hinsicht nicht grundlegend von anderen sozial engagierten Unterhaltungskünstlern wie Konstantin Wecker oder den Prinzen. Auch waren Auftreten, Musik und Texte der erfolgreichen Punk-Bands der frühen 1990er nicht aggressiver oder radikaler als bei anderen zeitgenössischen Poprichtungen, wie etwa im deutschsprachigen Hip-Hop. Der Punk war nicht mehr die Gegenbewegung zur Mehrheitsgesellschaft, sondern einfach eine Jugendmode unter vielen.
Aus der Perspektive einer radikalen Gesellschaftskritik verloren so gerade die erfolgreicheren Sparten des Punk ihr kritisches Potential und wurden auf diese Weise zum bloßen Modezitat der traditionellen Stilmittel des Punk der 1970er und 1980er Jahre. Die im brachialen Stil vorgebrachten politisch-sozialen Anliegen, die den radikaleren Teilen der (Hardcore-)Punk-Bewegung noch zu eigen waren, sind in dieser Perspektive bei zu vielen Punks zum bloßen Habitus verkommen. Viele Punks und Ex-Punks definierten sich deshalb spätestens zu Beginn der 1990er weniger über ihre Zugehörigkeit zur Punk-Szene, sondern stärker über ihre Zugehörigkeit zu Gruppen, bei denen Inhalte und gesellschaftliches Engagement nach wie vor einen bleibenden Stellenwert besaßen, etwa der Antifa, den Autonomen, den Hausbesetzern und der Ökologiebewegung.
Der Punk als Szene besaß zu Beginn der 1990er keinen großen gemeinsamen Nenner mehr: Eine kritische politische Haltung konnte Thema sein, war aber weder das primäre noch das spezifische Merkmal des Punk. Auch die kulturelle Qualität als gesellschaftliche Gegenbewegung hatte sich stark relativiert. Die Existenz einer Untergrundszene war nie das Alleinstellungsmerkmal des Punk gewesen; aber nun wurden deren herausragende Vertreter vom Mainstream meist genau so schnell integriert, wie es auch bei anderen Kunstsparten der Fall war. So gibt es seit Beginn der 1990er Jahre ein breites Spektrum musikalischer Strömungen, die sich aufgrund ihrer Spontanität oder in Bezug auf gemeinsame Stilismen mit dem Punk assoziieren lassen: In den 1990ern melancholisch gestimmte Richtungen wie der Grunge (z. B. Nirvana, Pearl Jam) und die Hamburger Schule (z. B. Tocotronic, Blumfeld), der von der Punk-Ideologie stark beeinflusste Digital Hardcore von Atari Teenage Riot, sowie Bands aus der Fun-Punk-, Skater- und Surfer-Szene (z. B. Green Day, The Offspring, Red Hot Chili Peppers). In den 2000ern traten dann Elektropunk (z. B. Le Tigre), der vornehmlich stilorientierte Retro-Garage Punk und Punk ’n’ Roll (z. B. Turbonegro, The Hives, Backyard Babies), sowie sich wieder entschieden verletzlicher gebende Subgenres wie der Post-Hardcore (z. B. At the Drive-In) und der Emocore (z. B. Sleepytime Trio) in Erscheinung. Das Bewusstsein für eine früher noch weithin angenommene Einzigartigkeit des Punk war darüber allerdings verloren gegangen. Und verstand sich eine Szene wie etwa der frühe Grunge einmal doch als vollkommen anders als der übliche Pop-Betrieb, weil sie sich antimaterialistisch ausrichtete, wurde dies von diesem Betrieb ebenfalls sofort zitiert, in Szene gesetzt und erfolgreich vermarktet. Andere Bands äußerten sich zwar teilweise auch politisch, stellten aber meist vornehmlich entweder ihre Selbstzweifel in den Vordergrund oder hatten einfach ihren Spaß und waren auf die große Rock-’n’-Roll-Party aus. Mit Video-Clips auf MTV wurden sie jeweils recht schnell Teil der Musikindustrie und schienen zum Großteil auch nichts weiter dagegen einzuwenden zu haben. Eine eindeutige, aggressive Stoßrichtung wider das Establishment fehlte ihnen. Die Gewissheit des frühen Punk, einer davon schockierten Mehrheitsgesellschaft etwas grundsätzlich Eigenes, Anderes und Besseres entgegenzusetzen zu haben und sie damit konfrontieren zu müssen, wurde von diesen Bands nicht mehr geteilt.

### Das kulturelle Vermächtnis: Punk in der Gegenwart

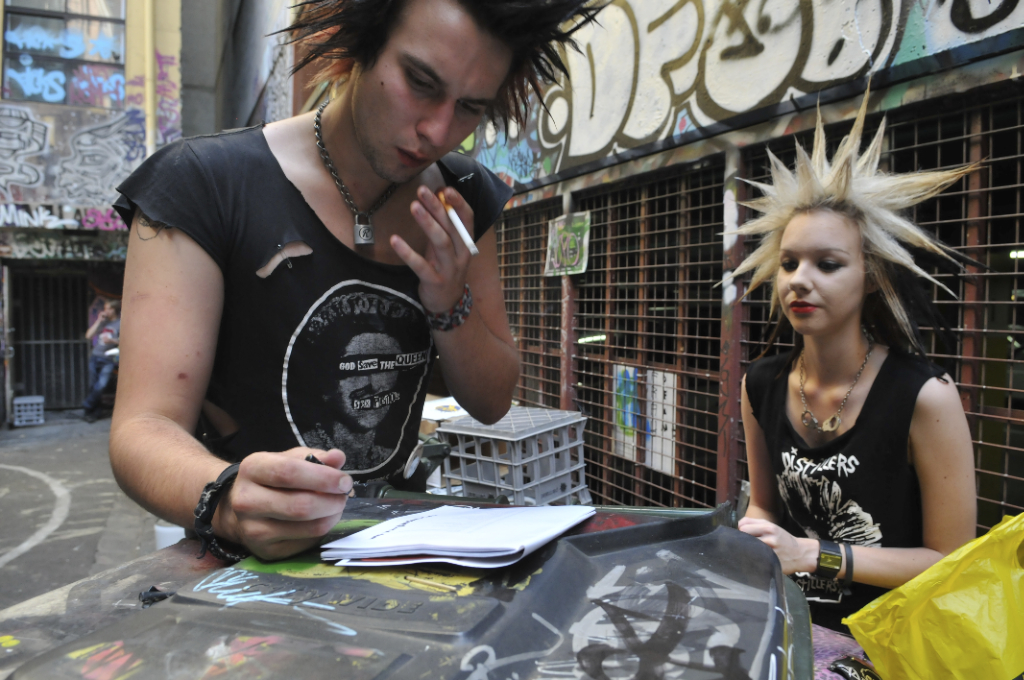
Punks 2007

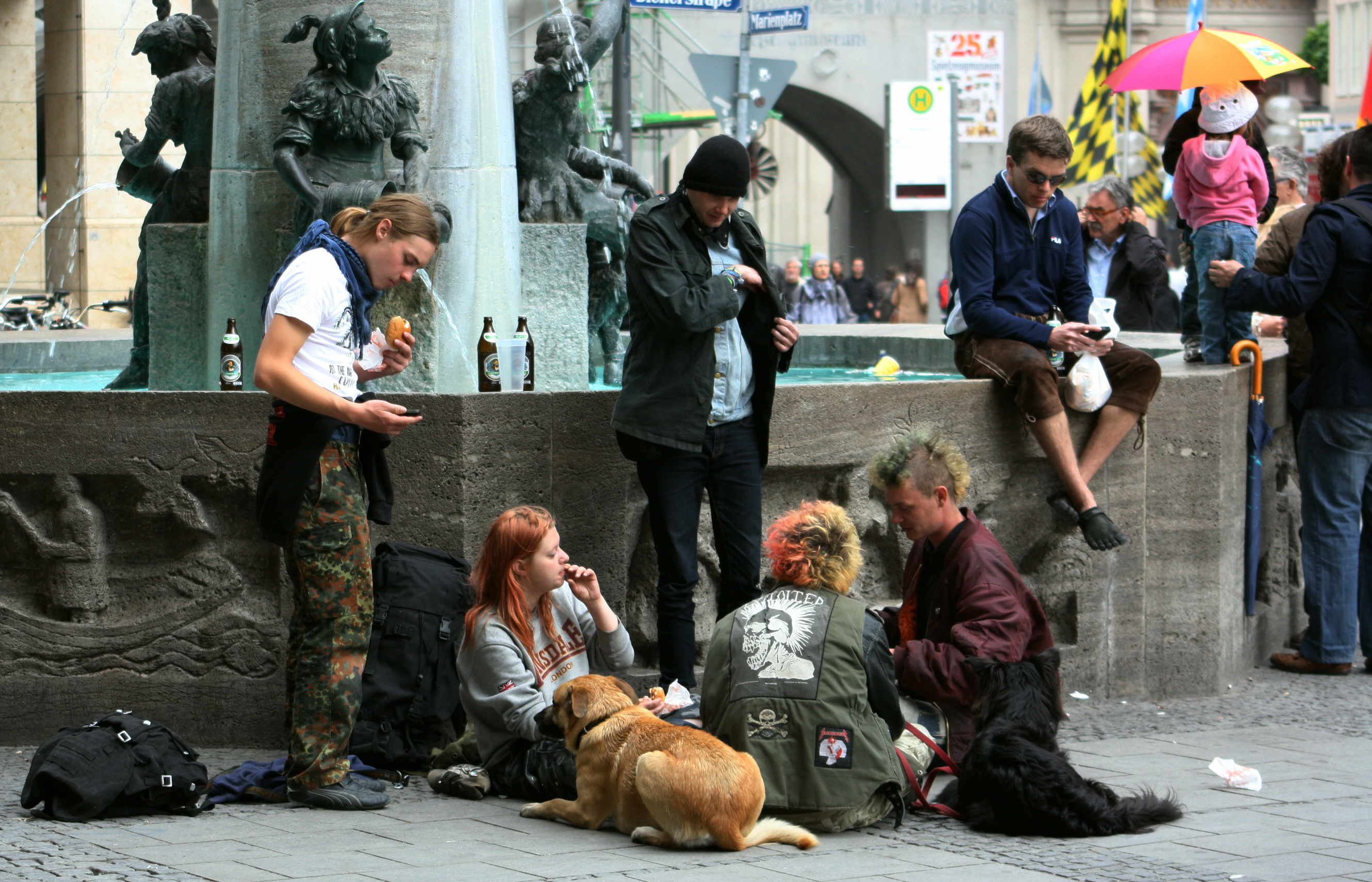
Punks 2011

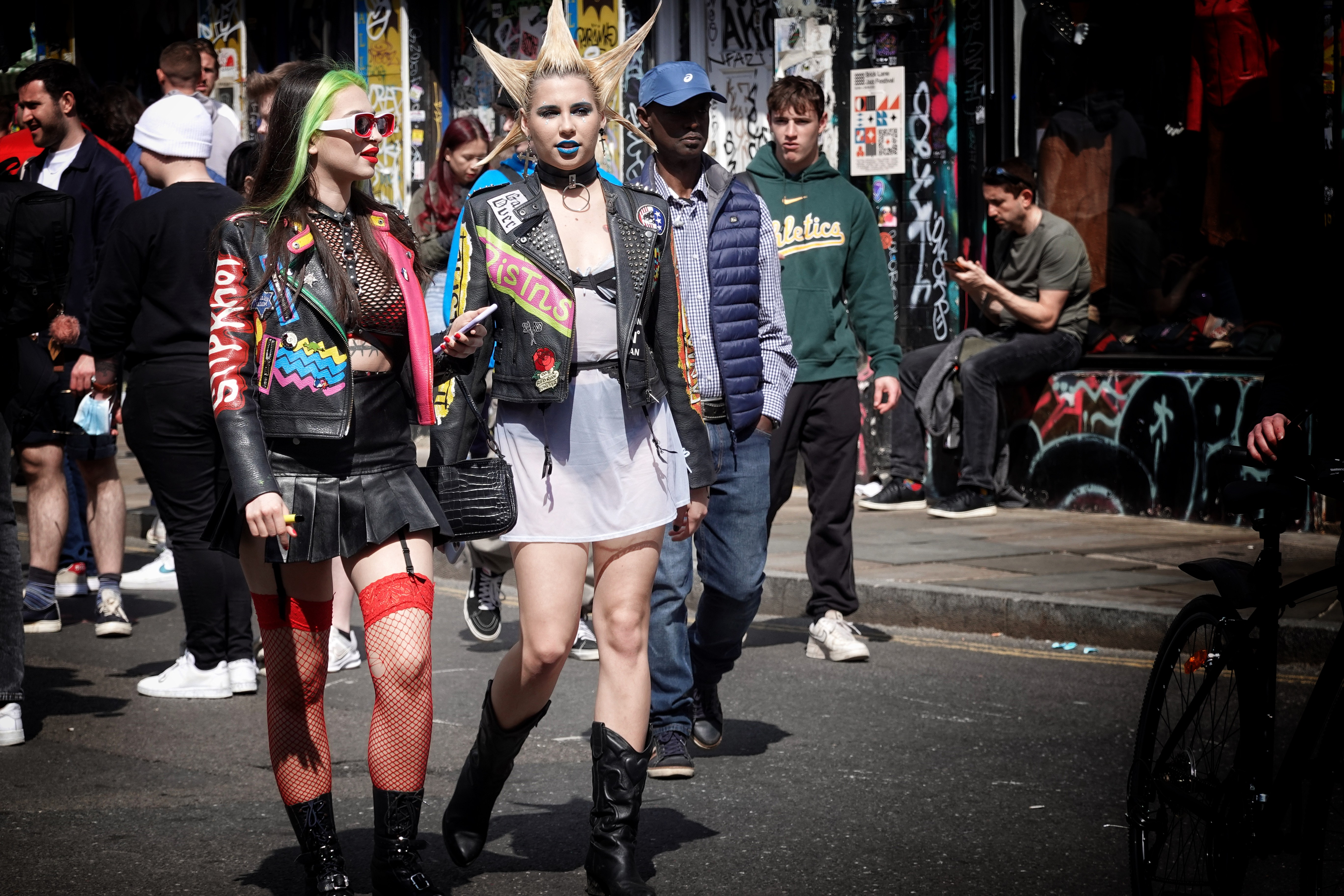
Punks in London im Jahr 2022

Dennoch existiert auch heute noch in den Groß- und Kleinstädten und auch in manchen Dörfern aller Industrieländer eine sehr lebendige Untergrund-Szene, die weiterhin eine Anti-Haltung pflegt. Diese besteht aus verschiedensten Richtungen, die sich aus dem traditionellen Punk entwickelt haben. Die am eindeutigsten am Punk orientierte Gruppe sind Straßenpunks, die auch heute noch in fast jeder europäischen Großstadt zum üblichen Straßenbild gehören und sich mit anderen Punks mit durchaus festem Wohnsitz vermischen, mit denen sie gemeinsam „abhängen“. Häufiger Treffpunkt von obdachlosen und wohnhaften Punks waren und sind Bauwagenplätze, auf denen der ursprüngliche Do-it-yourself-Gedanke des Punk noch eine rege Alltagspraxis findet.
Doch auch jenseits dieser Gruppe ist der Punk nach wie vor lebendig. Allerdings stellt er heute keinesfalls mehr eine einheitliche Subkultur dar. Diese Aufsplitterung von Jugendkulturen ist allerdings ein Prozess, der sich spätestens seit den 1990er Jahren als typisch für jeden Jugendstil erwiesen hat. Dazu gehört der Crossover verschiedener Musik- und Kleidungsstile, sowie die Aufsplitterung eines solchen Stils in verschiedene Subgenres. Auch relativiert die Verbreitung eines Stils natürlich den Alleinvertretungsanspruch jeder Bewegung, die diesen Stil einst für sich reklamierte. Vor allem aber findet dieser Mischprozess im ganz normalen Zusammenfinden von Jugendlichen in den Parks und auf den Plätzen europäischer Kleinstädte statt, die als Hippies, Mods, Punks, Antifas, Skater, Skinheads, Rastas, Rockabillys, Goths oder Metaller versuchen, dem Mainstream in der Provinz zu entkommen.
Auch auf der künstlerischen Ebene findet dieser Prozess statt, und hier zeigt sich, dass die kulturelle Idee des Punk immer wieder Impulse hervorbringt, von denen die heutige Musikszene entscheidend geprägt wird. Hier steht der Begriff auch heute noch allgemein für alles Unangepasste und Dreckige in der Musikkultur, für den Mut zum Dilettantismus, zu einfachen Akkorden, zum Minimalismus und zur Spontanität, für die Verweigerungshaltung gegenüber dem Etablierten, für eine postmaterialistische Lebenseinstellung und für die Vulgarität und Unmittelbarkeit der Straße. Damit besitzt der Punk nach wie vor eine kreative Energie. Gleichwohl hat sich der Punk damit auch als bloßer kultureller Einfluss, als ein mögliches Stilmittel unter vielen etabliert: Ehemals klassische Punk-Bands nehmen Elemente aus anderen Stilen in ihre Musik auf und bringen so Untersparten wie Metalcore, Rapcore oder Grindcore hervor. Metal-, Folk- oder Elektro-Projekte aus dem Untergrund, aber auch Pop-Musiker aus dem Mainstream bedienen sich der „rohen“ und „spontanen“ Energie, die sie in Punk-Rock-Riffs oder in einem extravaganten Nasenpiercing auszumachen meinen. Für viele europäische und amerikanische Weltmusik- bzw. Folk-Bands etwa ist der Punk die einzige Ausdrucksmöglichkeit, in der sich traditionelle musikalische Themen und ein modernes Lebensgefühl miteinander verbinden lassen (so etwa The Pogues, The Gun Club, Leningrad oder Gogol Bordello). Vermischung und Aufsplitterung des Punk sind hier also keinesfalls als Zeichen seines Verschwindens misszuverstehen. Punk wird zwar in den verschiedenen Formen des Crossover integriert, bleibt als künstlerische Form aber gerade so vital.
Natürlich gibt es gerade in solchen Prozessen immer wieder Versuche einiger, sich selbst als Original-, Alt- oder „echter“ Punk zu stilisieren, oder die Reinheit und Unverfälschtheit des eigenen Musik-, Kleidungs-, Freizeit- und Lebensstils gegenüber einem so wahrgenommenen „Pop-Punk“ bzw. „Kommerz-Punk“ zu betonen. Diese Abgrenzungsprozesse stellen aber ihrerseits wieder den Beginn neuer, gemeinsamer kreativer und identitätsstiftender Impulse dar. Gerade kommerziell erfolgreich Rock-Bands wie z. B. Green Day oder blink-182, in deren Musik- und Kleidungsstil Punk-Elemente eine wichtige Rolle spielen, die aber nicht als Teil einer Szene, sondern als Produkt von MTV und Plattenindustrie größere Bekanntheit erlangten, eignen sich für eine solche Abgrenzung besonders und bieten sich insofern als identitätsstiftendes, gemeinsames Feindbild für all jene Richtungen des Punk an, die sich selbst als Untergrundszenen oder Teile einer solchen betrachten. Ein ähnliches Anfeindungspotential besitzt aber generell jede Szene oder Band, die irgendwann erfolgreich und etabliert wird. Die in der Zelebrierung einer solchen Abgrenzung gegenüber dem Establishment gemeinsam verbundenen Gruppen schaffen nun ihrerseits wieder neue subkulturelle Nischen. Dabei ist „neu“ allerdings relativ, denn gerade der retrospektivische Bezug auf bereits im Szeneumfeld als authentisch anerkannte Merkmale des „echten“ Punk ist wesentlich für so eine Szene. So grenzten sich der Punk ’n’ Roll und der Retro-Garage Punk der späten 1990er und frühen 2000er Jahre von den Punk-Strömungen der frühen 1990er Jahre ab, indem sie auf die Stile der 1960er, 1970er und 1980er Bezug nahmen (von so unterschiedlichen Bands wie The Sonics, den Sex Pistols, The Stooges und den Ramones, aber auch Guns N’ Roses und AC/DC), sie kopierten und neu vermischten, Stilanleihen bei Bands wie Nirvana oder den Red Hot Chili Peppers aber bewusst vermieden. Auf diese Weise wurde zwar keine Musik geschaffen, die zwangsläufig authentischer gewesen wäre als etwa der Grunge einer Band wie Nirvana, aber durch ein paar Rückbezüge auf die Stile der noch älteren Bands konnte man für sich selbst eine Ursprünglichkeit beanspruchen, die man dem inzwischen von der Mode- und Musikindustrie vollkommen vereinnahmten Grunge absprach.
Insofern bietet sich der Punk heute zwar nicht mehr als kulturelle Grundlage dafür an, eine grundlegende Alternative zur Mehrheitsgesellschaft zu formulieren, hilft aber nach wie vor immer wieder bei der Entstehung der unterschiedlichsten Szenen, die in der Abgrenzung von jeweils wiederum sehr unterschiedlichen, aber bereits etablierten Musik- und Lebensstilen zusammenfinden.

## Punk in Deutschland
Ende der 1980er Jahre drang Punk auch in Deutschland zunehmend in den Mainstream-Bereich vor. Wegweisend waren dabei vor allem Die Toten Hosen (aus ZK hervorgegangen) und Die Ärzte. Beide Bands gehören seit Mitte der 1990er zu den kommerziell erfolgreichsten Bands der Bundesrepublik, sind regelmäßig auf den vorderen Plätzen der Musikcharts vertreten und unter den Headlinern großer Freiluftkonzerte.
Weitere wichtige deutsche Punk-Bands sind Slime und Die Goldenen Zitronen aus Hamburg, Toxoplasma aus Neuwied, Feeling B und Die Skeptiker aus Ost-Berlin, Daily Terror aus Braunschweig, WIZO aus Sindelfingen und ZSD aus München.

## Szenetypische Erscheinung
Obwohl Punk als Idee gerade gegen Normen und für Individualität eintritt, hat sich seit den 1980er Jahren ein typisches Erscheinungsbild herausgebildet, das innerhalb der Szene vorherrscht, auch wenn es keinesfalls verpflichtend ist. Die Kleidung früher britischer Punks war ein Ausdruck der Ablehnung der Mainstream- sowie der Hippie-Kultur und zeichnete sich dadurch aus, dass normale Alltagsgegenstände zweckentfremdet und als Kleidungsstücke und Schmuck verwendet wurden (z. B. Sicherheitsnadeln oder Hundehalsbänder), und stellte somit eine Anti-Mode dar. So trugen Punks in den Anfangsjahren 1976/77 zerschlissene Anzüge mit Sicherheitsnadeln und Ansteckern (Buttons), dazu Creepers, auffällige Socken und Sonnenbrillen. Oft fanden auch Hakenkreuze zum Zwecke der Provokation insbesondere der Vorgängergeneration damals Verwendung. Unter dem Jackett trug man individuelle, selbstgestaltete T-Shirts, oft zerrissen, oder auffällig gestaltete Hemden. Ungefähr seit Mitte der 1980er Jahre gehören zum Punk folgende Merkmale:

### Frisuren

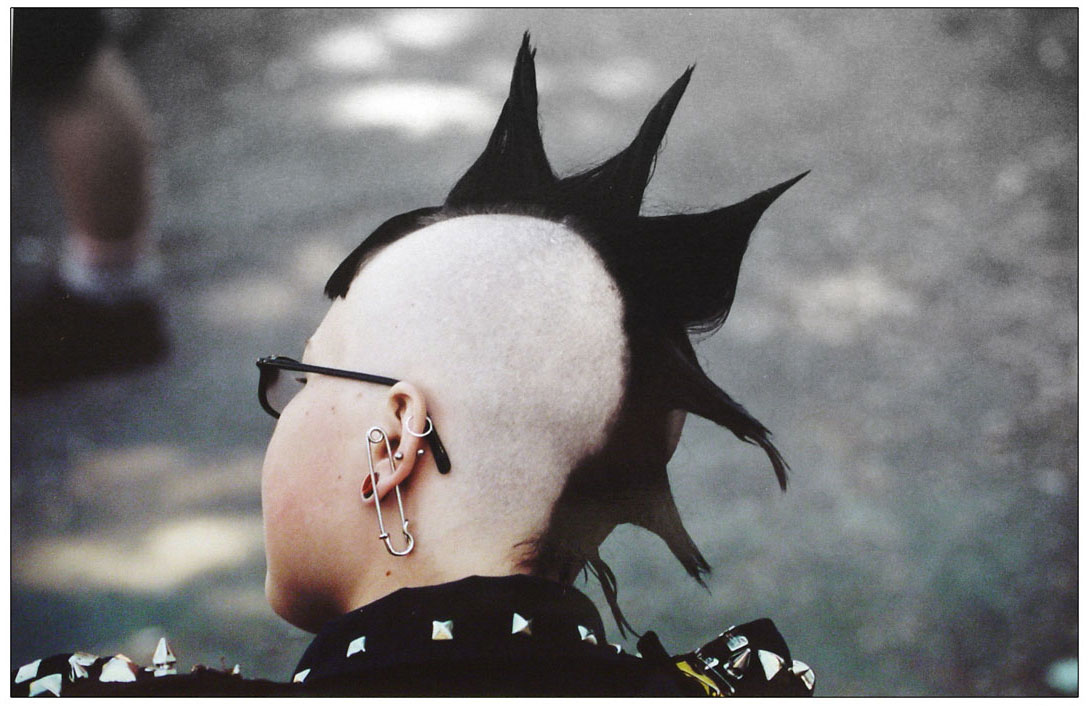
Liberty Hawk und Piercings

Die frühen Punks der 1970er Jahre trugen ihre Haare zumeist schlicht kurz, oft als kurzer „Crop Cut“ oder „Buzzcut“ ähnlich Skinheads oder Mods, einige Punkmusiker wie Johnny Thunders oder Stiv Bators trugen ihr Haar auch als kürzeren „Shag“ oder „rooster cut“-Haarschnitt ähnlich wie ihn vorher bereits Rockmusiker wie Rod Stewart oder Keith Richards getragen hatten. Durch Punkikonen wie Johnny Rotten, Sid Vicious oder Richard Hell wurde bald eine kurze Stachelfrisur, die „Spikes“ populär, eine Frisur die eventuell durch David Bowie inspiriert wurde. Vor allem bei weiblichen Punks wie den Slits, aber später auch in der Hardcore-Szene, wurden gerne kürzere Varianten der Dreadlocks getragen. Darüber hinaus gab es zahlreiche andere Varianten der Rasur und teilweise wurden Haare gerne gefärbt, auch wenn zunächst verfügbare Haarfarben wie Wasserstoffblond, Schwarz oder Rot dominierten. Für auffälligere Farben wie Grün oder Blau wurden teilweise Lebensmittelfarben verwendet. Erst später mit der zweiten und dritten Punkgeneration wurden die Frisuren auffälliger und bunter und zunehmend radikalere Varianten begannen sich zu verbreiten. Durch populäre Punks wie Wattie Buchan (The Exploited), Wendy O. Williams (Plasmatics), Joe Strummer oder Darby Crash (Germs) wurde der Irokesenschnitt oder „Iro“ populär, ein von der Stirn zum Nacken verlaufender Haarkamm auf einem ansonsten rasierten Schädel, sowie später dessen Variationen, wie der stachelförmige „Liberty Hawk“, der doppelte oder dreifache Irokesenschnitt („Bihawk“ oder „Trihawk“), der breitere „Deathhawk“ oder der in zu Dreadlocks geflochtene „Dreadhawk“. Durch Musiker wie Cal Morris (Discharge), Collin Abrahall (GBH), und Colin Jerwood (Conflict) wurde auch eine radikalere Variante der Stachelfrisur, die „Liberty Spikes“ populär. Darüber hinaus tragen viele Punks jedoch auch alle Arten anderer Haarschnitte, vor allem auch im Hardcore Punk kurze Crops oder „Crewcuts“ oder Nassrasur, auch ohne sich deshalb als Skinheads zu identifizieren. Im Punkabilly- und Psychobilly-Bereich werden oft auch Tollen oder Flattops getragen, häufig auch als Mischformen mit Irokesenrasuren. Bei weiblichen Punks existieren Mischformen zwischen Iro und Federschnitt und Betty-Frisuren. Viele Punks tragen aber auch weiterhin ihr Haar lang oder schlicht kurz und weniger auffällig.

### Körperschmuck
Piercing war in der Punk-Szene von Anfang an verbreitet. Schon in den 1970er Jahren trugen Punks durch die Haut gestochene Nasenringe und Sicherheitsnadeln als Schmuck. Ferner gab es Gesichtsbemalungen und dunkel oder farbig geschminkte Augen- und Wangenpartien – nicht nur bei weiblichen Punks. Auch Tätowierungen sind recht häufig.

### Kleidung
Die provozierende und nonkonformistische Grundhaltung dieser Subkultur spiegelt sich bereits im äußeren Erscheinungsbild der Punks wider.
Typische Kleidungsmerkmale des Punks sind:
- Nieten auf Jacken, Gürteln, Arm- und Halsbändern, oft spitz geformt
- Reißverschlüsse an unüblichen Stellen, insbesondere auf Bondagehosen
- Anstecker (Buttons), Aufnäher und Sicherheitsnadeln, Metallketten
- Lederjacken, bemalt mit Symbolen, Bildern, Sprüchen wie Band-Logos und teils in Runenschrift (Siegrune in Anlehnung an die SS) gehaltenen Parolen
- Uniformteile, Patronengurte und Militaria
- in der frühen Punk-Szene Hakenkreuze, später auch antifaschistische Symbole
- karierte Hosen, (enge) Hosen, Jeans, oft gebleicht (Domestoshose)
- Schottenröcke (Kilts) und andere Kleidungsstücke mit Tartan-Muster, meist Bondagehosen
- Netzhemden und Netzstrümpfe
- Zebra-, Tiger- oder Leopardenmuster
- zerrissene, bemalte, beschriftete, oder anderweitig veränderte Kleidung
- Schnürstiefel, Arbeits- oder Sicherheitsschuhe (Rangers, Dr. Martens)

Die zunehmende Differenzierung der Punk-Szene ab den 1980er Jahren brachte jedoch auch Szenen hervor, auf die die obigen Merkmale nicht oder nur in geringem Maße zutreffen, so den Hardcore Punk, Oi!, den Punk ’n’ Roll und viele andere. Gerade im US-Hardcore kam früh ein „Clean-Cut“-Look auf, welcher sich stark vom Aussehen früherer Punks und vor allem der „Schmuddelpunks“ unterschied und äußerlich kaum noch punktypische Merkmale hatte. Dies verstärkte sich noch mit späteren Splitterszenen wie der Youth-Crew-Szene. Seit den 1980er Jahren erhielt der klassische Punk-Stil aber auch immer mehr Einzug in die Modebranche- der sich bis heute fortsetzt. Vor allem die britische Designerin Vivienne Westwood erlangte mit ihrer Punkmode weltweite Berühmtheit und Anerkennung.

## Punk in der Theorie und als Lebensgefühl

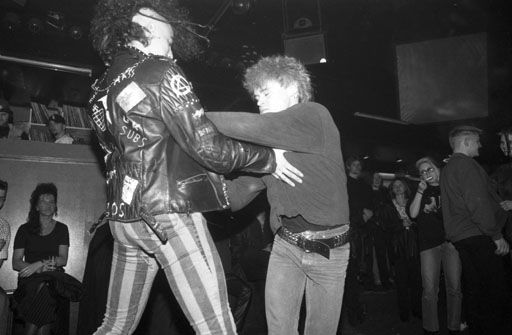
Punker beim Slamdance (symbolisch wird Frust abgebaut)

Der Punk stellt sich gegen alle Konventionen, gegen die Konsumgesellschaft und gegen das Bürgertum sowie gegen rechte Weltanschauungen. Und obwohl sich die meisten Punks mehr oder weniger links sehen, stellt er sich genauso gegen die politische Linke mit ihrem Etatismus. Dahinter steckt eine respektlose, resignierte bis aggressive Haltung gegenüber der Gesellschaft, eine Art rebellischer Nihilismus, und die Betonung der Freiheit des Individuums und des Nonkonformismus.
Der Punk bringt sich vor allem durch Musik zum Ausdruck, ferner durch Kleidung, Frisuren und vom Do-it-yourself-Gedanken geprägter Grafik (Collagen, Xerographien und Comic-Zeichnungen). Der Punk betont das Hässliche und will provozieren; so stellen viele Fanzine- und Schallplattencover deutlich soziale Ungerechtigkeiten, wirtschaftliche Ungleichheit und Leid, Selbstsucht, Apathie, dystopische Visionen und andere Bilder, die die Ablehnung des Betrachters provozieren sollen, dar.
Typischerweise drückt Punk eine gleichgültige Haltung gegenüber sich selbst aus; so erklärt sich auch die ungesunde Lebensweise vieler Punks. Es gibt aber auch andere Tendenzen in der Punk-Szene, bis hin zur Veganer- und Straight-Edge-Bewegung.
Einige der frühen Punk-Musiker studierten an Kunsthochschulen und kannten ältere radikale Avantgarde-Konzepte. Andere waren aus kleinen Verhältnissen stammende Arbeitslose oder Arbeitsverweigerer, die alles zurückwiesen, was es an Kultur und Sinnstiftung zuvor gegeben hatte. Mit ihrem provozierenden Auftreten stießen die Punks in der Gesellschaft auf Unverständnis, Ablehnung und sogar Hass. Andererseits wurde Punk aber auch zu einer Art Popkultur. Dieser Widerspruch ist bis heute kaum befriedigend erklärt.

### Punk und Situationismus
Nach Auffassung von Greil Marcus ist Punk untrennbar verknüpft mit dem Situationismus der 1960er Jahre. Auch Malcolm McLaren, Mentor der Sex Pistols und damit einer der Protagonisten des frühen Punk, wollte dies gerne als den Ausgangspunkt der Bewegung ausgeben. Aber der Situationismus ist gefärbt durch politische Ziele des Sozialismus und Anarchismus. Der Punk hingegen hat keine einheitlichen politischen oder sonstigen Ziele. Dass zwischen dem Situationismus und dem Punk kaum eine Verbindung besteht, belegen auch zwei Werke, die als zuverlässige Quellen für die frühe Punk-Bewegung Londons gelten, weil sie aus dem persönlichen Umfeld der Protagonisten stammen: das Buch „Sex Pistols – The Inside Story“ von Fred und Judy Vermorel und die Autobiographie No Irish, No Blacks, No Dogs von Johnny Rotten, dem Frontmann der Sex Pistols. Laut Rotten war einer der Hauptgründe für das Punk-Phänomen der 1970er der Protest gegen das Klassensystem und die Chancenungleichheit, die die Jugendlichen der Punk-Szene dazu motivierte, über Klassengrenzen hinweg füreinander einzustehen – gegen die Welt der Erwachsenen.

### Punk und Politik
Der Punk propagiert oft die Anarchie. So sprachen sich unter anderem Mitglieder der Sex Pistols wie John Lydon für eine Form von Anarchismus aus. Hiermit ist jedoch oftmals keine ernsthafte politische Perspektive im Sinne anarchistischer Theoretiker wie Pierre-Joseph Proudhon und Michail Bakunin gemeint, sondern nur die denkbar radikalste Ablehnung der herrschenden Verhältnisse, was sich an der gemeinsamen und oft sinngleichen Verwendung der Begriffe „Anarchie“ und „Chaos“ zeigt, beispielsweise bei Bands wie The Exploited. Oftmals zeigt sich eine Nähe zum Nihilismus. Ein extremes Beispiel stellt hier der 1993 gestorbene GG Allin dar. Häufig wird „Anarchie“ auch als Anomie oder als eine Form von besonders radikal gelebtem Individualismus verstanden.
Trotzdem verstehen sich viele Punks als politisch links. Jello Biafra, der Sänger der Dead Kennedys, ist aktives Mitglied der United States Green Party. Anarchistische Bands wie Crass, Conflict oder Zounds und deren Anhänger verstehen Punk als Kampf gegen das herrschende System, insbesondere gegen die Konsumgesellschaft, gegen Institutionen aus Politik, Wirtschaft und Kirche. So lebten die Mitglieder der Band Crass in einer Kommune als Selbstversorger auf einem Bauernhof. Für ihre Tonträger und für den Eintritt zu ihren Konzerten verlangten sie nur die Selbstkosten. In ihrem Bestreben, in jeder Beziehung selbstbestimmt zu leben, lehnten sie den Verzehr von Fleisch ebenso ab wie den Konsum von Drogen. In einem ihrer Songs heißt es: „They say that we were trash – well, the name is Crass, not Clash“, also: „Sie sagen, wir sind Müll – nun, wir heißen Crass, nicht Clash“ (bezogen auf die durchaus politische, aber auch kommerziell erfolgreiche Band The Clash). Oftmals sind solche Bands elitär und sehen sich als die „echten“ Punks an.
Andere wiederum sehen politisches und moralisches Predigertum als unvereinbar mit der Idee des Punk; in ihren Augen handelt es sich bei diesen vermeintlich „echten Punks“ in Wahrheit um „verkleidete Hippies“. Speziell Parteipolitik wird innerhalb der Punk-Szene abgelehnt.
Äußerungen zu politischen Geschehnissen und sozialen Problemen finden sich dennoch auch in den Texten zahlreicher sich als unpolitisch verstehender Bands. Sozialistische Elemente zeigen sich bei Bands wie The Clash und im „Working-Class“-Bewusstsein früher Oi!-Bands.
„Chaos“- und Anarcho-Punk-Bands stehen sich aufgrund ihres unterschiedlichen Verständnisses von Anarchie teils kritisch gegenüber; so äußerte sich Wattie Buchan von The Exploited abfällig über die Band Conflict.
Wenngleich die Punk-Szene größtenteils unpolitisch oder linkspolitisch geprägt ist, existiert neuerdings eine Strömung namens Conservative Punk, der allerdings nur ein kleiner Teil der Szene angehört. Angehörige dieser Strömung rechnen sich zwar dem Punk zu, sehen sich aber als rechtskonservativ und lehnen sowohl linke Ideologien als auch Anarchismus ab. Ex-Misfits-Sänger Michale Graves sagte, er glaube, dass der DIY-Lebensstil das Äquivalent der Punk-Szene zum Thatcherismus darstelle. Während des US-Wahlkampfs 2004 versuchten Angehörige dieses Spektrums, Teile der Punk-Szene zur Wahl George W. Bushs zu bewegen; umgekehrt versuchte NOFX-Sänger Fat Mike über seine Seite punkvoter.com und sein Samplerprojekt Rock Against Bush, zur Wahl des Gegenkandidaten John Kerry zu bewegen. Beide Lager stießen in der Punk-Szene auf Kritik, da diese Parteipolitik unterstützten.
Darüber hinaus existiert eine neonazistische, als Nazipunk bezeichnete Randströmung, die von der übrigen Punk-Szene ebenso wie die Conservative Punks als mit dem Selbstverständnis der Punks unvereinbar angesehen wird.
Zur politischen Praxis aktiver Punks gehört die Teilnahme an direkten Aktionen wie Demonstrationen und Boykotts. In manchen Fällen schließt dies auch Gewalt ein. Es kam auch schon zu Angriffen auf Tankstellen und Tierversuchslabore. Das Versehen von Plakatwänden mit politischen Parolen (beispielsweise veränderte Wahlplakate bei Wahlkämpfen) sowie Hausbesetzungen werden ebenfalls oft von Punks mit durchgeführt. Ein Beispiel in Deutschland für eine aus der Punk-Bewegung heraus entstandene politische Aktionsgruppe war Freizeit 81 in München.
Gehackte Computer sind eine neuere Form der Sabotage, die betrieben wird. Diese Aktionen haben zum Ziel, soziale Änderungen zu bewirken, wenn das Gefühl entstanden ist, dass andere Wege sich als ineffektiv erwiesen haben.

#### Staatliche Verfolgung
Besonders in einigen autoritären und muslimisch geprägten Staaten sahen sich Angehörige der Punkszene bisher einer staatlichen Verfolgung ausgesetzt. In der DDR wurden Punks, insbesondere bis Mitte der 1980er Jahre, systematisch von der Abteilung K1 der Deutschen Volkspolizei verfolgt. Zuflucht fanden sie vor allem bei den Kirchen. In Teilen Indonesiens werden Punks aus religiösen Gründen inhaftiert und polizeilichen Umerziehungsmaßnahmen unterworfen.

### Punk und Religion
Der Punk lehnt organisierte Religion ab. Es existieren jedoch religiöse Splittergruppen in einigen aus dem Punk entstandenen Subkulturen; so sind im Metalcore-Bereich viele christliche Bands zu finden. Innerhalb der Straight-Edge-Bewegung wurde Hare Krishna populär, nachdem Ray Cappo, der auch als Ray of Today bekannte Sänger der Band Youth of Today, sich dieser religiösen Bewegung zuwandte; dies äußert sich auch bei Cappos späterer Band Shelter. Von Muslimen gibt es in der Musik den Taqwacore.

### Punk und Emanzipation
Bei Punk-Konzerten dominieren im Publikum meistens die Männer. Obwohl die Punk-Szene sich als progressiv gibt und die Gleichberechtigung der Geschlechter folglich einen hohen Stellenwert hat, herrscht auch unter den Aktiven der Szene ein ungleiches Geschlechterverhältnis: Bands und Fanzines werden überwiegend von Männern betrieben. Um dem Machismo etwas entgegenzusetzen, der vor allem gegen Ende der 1980er Jahre in der Punk-/Hardcore-Szene wiedererstarkte, bildete sich die Riot-Grrrl-Bewegung, in der Frauen und Mädchen sehr aktiv und engagiert als Veranstalterinnen, Urheberinnen von Labels, Autorinnen von Fanzines und besonders als Musikerinnen auftraten.

### Do it yourself
Um ein höheres Maß an Freiheit und weitgehende Unabhängigkeit von äußeren Einflüssen zu erlangen, gründen einige Punks eigene Musiklabel, organisieren ihre Konzerte meist selbst und bringen eigene Magazine (Fanzines) heraus. Auch gestalten Punks ihre Kleidung oft selbst. Auch Hausbesetzungen und darin entstehende autonome Jugendzentren können als DIY gesehen werden. Das Motto „Hasst nicht die Medien, werdet die Medien“ wird mit der DIY-Bewegung assoziiert.
Viele der ersten Punk-Bands waren auf Major-Labels unter Vertrag, mit denen sie schlechte Erfahrungen machten; bspw. versuchte Teldec, der Band Big Balls and the Great White Idiot ein Nazi-Image zu verleihen. Um dies zu vermeiden, wurde ein Netzwerk an unabhängigen Labels großgezogen, mit denen man die Musikindustrie umgehen konnte. Bands, die bei Major-Labels unterschreiben, wird vorgeworfen, ihre Ideale verraten zu haben. Allerdings argumentiert z. B. die Band Anti-Flag damit, dass es ihr nur durch Major-Labels möglich sei, ihre Botschaft an eine breite Öffentlichkeit zu bringen.

### Verhältnis zu anderen Subkulturen
Die Verhältnisse zwischen der Punk- und anderen Subkulturen sind oftmals von der jeweiligen Splittergruppe abhängig. Überschneidungen ergeben sich meist durch musikalische Interessen oder ähnliche ideologische Ansichten.
Da der Punk eine Gegenbewegung zu den als verlogen empfundenen Hippies entstand, wird diese Subkultur insbesondere von traditionellen und Oi!-Punks offenkundig abgelehnt. In diesem Zusammenhang wird auch Cannabiskonsum von Teilen der Szene abgelehnt. Dennoch existieren auch Überschneidungen, besonders bei jüngeren Generationen, für die die Ablehnung der Hippies durch traditionelle Punks teils bedeutungslos ist, politisierteren Punks und in der Hausbesetzerszene; so rebellierte Penny Rimbaud vor seiner Hinwendung zum Punk als Hippie gegen die Gesellschaft, und die Mitglieder seiner Band Crass lebten ähnlich wie Hippies in Selbstverwaltung auf einem Bauernhof.
Wenngleich rechtsextreme Gruppen in der Punk-Szene zumeist stark abgelehnt werden (außer von Nazipunks), spalten sich die Meinungen auch in Bezug auf Antifa-Gruppen; insbesondere unter Oi!-Punks ist die Antifa verpönt, während einige politisiertere Punks hingegen eher zu Antifa-Arbeit oder ihrer Unterstützung neigen.
Überschneidungen zur Skinhead-Szene sind hauptsächlich bei Oi!-Punks zu finden, wohingegen politisch aktive Punks dieser aufgrund ihrer meist unpolitischen Haltung skeptisch gegenüberstehen.
Weiterhin besteht ein freundschaftliches Verhältnis zu Teilen der Gothic-Kultur, insbesondere zur Batcave-Szene, die der Punk-Bewegung sowohl musik- als auch outfit-bezogen am nächsten liegt.

## Kritik
Die Ideologien des Punks wurden bzw. werden von außen wie auch von der Szene selbst kritisiert. Crass zum Beispiel schrieben Lieder wie „White Punks on Hope“, in dem Joe Strummer von The Clash Ausverkauf und Verrat an seinen Prinzipien vorgeworfen wurde, sowie auch das Lied „Punk is Dead“, das die gesamte Szene angriff. Der Dead-Kennedys-Sänger Jello Biafra beschuldigte das Fanzine Maximumrocknroll des „Punk-Fundamentalismus“, als dieses ablehnte, für Biafras Label Alternative Tentacles Records zu werben, weil die Autoren der Meinung waren, es sei kein Punk. Eine weitere Kritik kam von den „Conservative Punks“, die der Ansicht sind, dass die heutigen Punks nur noch Hippies mit Irokesenschnitt seien. Diese werden jedoch aufgrund ihrer rechtskonservativen Einstellung und ihrer parteipolitischen Aktivität in der Regel nicht als Punks anerkannt (siehe Abschnitt „Punk und Politik“).
Von außerhalb wurde Punk u. a. von Jim Goad kritisiert, der in seinem Essay The Underground is A Lie! behauptete, dass viele Punks nur Heuchler seien. Er schreibt darin, dass viele sich benähmen, als seien sie arm, während sie verschwiegen, dass sie aus der Mittelschicht stammten. In Farts from Underground behauptet er, durch Do it yourself sei niemals irgendetwas eigenes Neues produziert worden, und dass es schlechter Qualität erlaube, als klasse dargestellt zu werden. Des Weiteren behauptet er, dadurch, dass Punk so politisch und propagandistisch geworden sei, sei die Punk-Subkultur langweiliger als der Mainstream geworden und auch, dass Punk mittlerweile veralteter und zurückgebliebener sei als der Mainstream, gegen den er sich richte. Manche kritisieren DIY auch als eine Form, die nur denen möglich ist, die auch das Geld dafür haben, da es Menschen mit wenig Geld gar nicht möglich sei, ein eigenes Label hochzuziehen, oder die Zeit dafür zu finden, sich ihre eigenen Klamotten zu machen.
In ihrem Buch The Rebel Sell: Why the Culture Can’t Be Jammed behaupten Joseph Heath und Andrew Potter, die Politik der Gegenkulturen sei gescheitert und das Verständnis des Punk von Gesellschaft fehlerhaft. Alternative und Mainstream-Lebensstile hätten dieselben Werte, das kapitalistische System suche nicht die Konformität, stattdessen trieben die aus sozialen Unterschieden resultierenden Kräfte und der stetige Konkurrenzkampf den Markt an.
Weitere Kritik kommt von der feministischen Bewegung Aristasia. So behauptet die Gruppe, dass Punk nichts anderes mache, als den Leichnam des Establishments zu treten, da dieses schon seit 1965 nicht mehr existiere. Sie bezeichnen es als „Die Doktrin des Pappkameradenfeindes“ und behaupten, je mehr die Punks gegen den Status quo rebellierten, desto mehr würden sie ein Teil davon. In einem Interview mit einem Fanzine sagte deren Medienbeauftragte Marianne Martindale, wenn man sich selbst als nichtkonform bezeichne, ordne man sich selbst in eine soziale Norm ein. Die Aristasianer erklären, dass diese Theorie auch auf andere Jugendkulturen übertragbar sei, wie zum Beispiel Hip-Hop, Gothic oder Black Metal.